# Salpis decora
Salpis decora är en fjärilsart som beskrevs av Frederick H. Rindge 1973. Salpis decora ingår i släktet Salpis och familjen mätare. Inga underarter finns listade.